# Марко Похлін
Марко Похлін (словен. Marko Pohlin, *13 квітня 1735, Любляна —†4 лютого 1801, Відень) — словенський письменник та граматик епохи Просвітництва.

## Життєпис
Народився 1735 року в Любляні (тогочасне герцогство Крайна) у родині власника шинка. При народжені отримав ім'я Антон. Замолоду відчув потяг до чернецтва. Навчався в єзуїтських коледжах Ново-Місца і Любляни, а після цього приєднався ордена августинців, змінивши ім'я на Марко.
Тривалий час перебував у монастирях Крайни (сучасна Словенія). Тут у 1770-х роках організував гурток літераторів та граматиків, що популяризували словенську мову та літературу. Його учнями стали Йозеф Закотник та Валентин Воднік. З цього періоду умовно відраховують Словенське відродження.
У 1779 році стає членом літературного гуртка «Академія оперозорум», де перебував до 1783-го. Згодом перебирається до монастиря у передмісті Відня, де продовжив зайняття літературою. Помер тут у 1801 році.

## Творчість
Найбільше уславився як автор творів із граматики. У 1768 році видав «Крайнську граматику», де у передмові закликав співвітчизників не соромитися своєї рідної мови, критикував онімечення словенців. Поряд з граматичними правилами Похлін помістив тут і правила словенського віршування (поетику). Він радив літераторам переводити на словенську мову античних поетів, переходити від релігійної тематики до світської, а для полегшення перекладу античних авторів Похлін придумав словенські імена античним богам.
У 1781 р вийшов його «Короткий тримовний словник» (словенсько-німецько-латинський), в якому поряд зі словенською була представлена чеська та хорватська лексика.
Похлін написав перший словенський біографічний словник «Бібліотека Карніола», який був виданий у 1803 році латинською мовою.